# チャールズ・ルーカス (音楽家)
チャールズ・ルーカス（Charles Lucas 1808年7月28日 - 1869年3月23日）は、イングランドのチェリスト、指揮者、作曲家、出版者。

## 経歴
1808年、ソールズベリーに生まれた。彼の最初の音楽教育はソールズベリー大聖堂の聖歌隊として受けたものだった。その後、ロンドンに新たに設立された王立音楽アカデミーに入学し、名高いチェリストのロバート・リンドレーの薫陶を受けた。1830年にアデレード妃の作曲家、チェリストに選任され、またウィンザー城内セント・ジョージ・チャペルのオルガニストとなった。1832年には王立音楽アカデミー管弦楽団の指揮者に任ぜられ、1859年からはチプリアーニ・ポッターを引き継いでアカデミーの学長に就任した。同年から1866年まで王立音楽アカデミーの学長を務め、彼の後任はロイヤル・フィルハーモニック協会で近しい関係にあったウィリアム・スタンデール・ベネットとなった。また、彼は師であるリンドレーの跡を継いでロイヤル・オペラ・ハウスの第一チェリストを務めている。

## 家族・親族
- 三女：ゾー・ルーカス。ルーカスの3番目の娘のゾー（Zoe）は、コーンウォールの作家Walter Hawken Tregellasと結婚した。